# 米哈伊·納里亞什維利
米哈伊·納里亞什維利（1990年5月25日—）是一位喬治亞橄欖球運動員。他是喬治亞國家橄欖球隊的一員，代表喬治亞參加了2015年世界盃橄欖球賽。